# Проспект Шевченко (Львов)
Проспе́кт Шевче́нко — одна из центральных улиц во Львове (Украина). Расположена в Галицком районе Львова, между площадью Мицкевича и улицей Саксаганского.

## Названия

Мемориальная плита в память об расстрелянной в апреле 1936 года демонстрации львовских рабочих

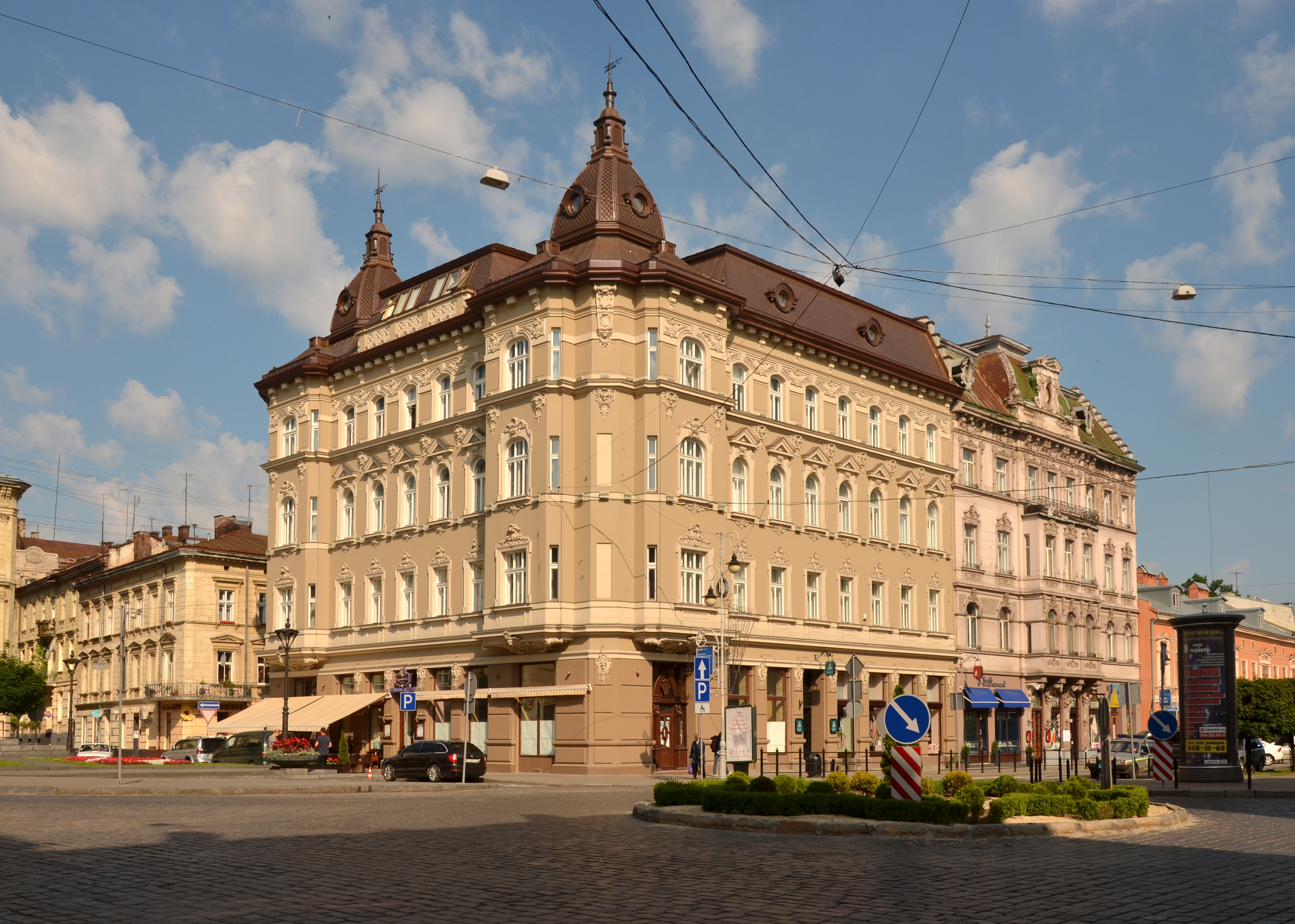
Проспект Шевченко, вид со стороны улицы Саксаганского

Первое письменное упоминание об улице относится к 1569 году. Улица была частью Галицкого предместья, на ней жили кожевенники (гарбари). Отсюда и первоначальное название улицы — Гарбарская.
Позже улица получила название Свято-Иванская или Святого Яна по фигуре Яна Непомука, находившейся на мостике через Полтву. В то время в начале улицы сходились два притока Полтвы — Пасека и Сорока, и река текла посередине улицы, далее по современным площади Мицкевича и проспектам Свободы и Черновола. Через Полтву мещане перекинули каменный мостик, который одним концом выходил на современную улицу Фредро. На мостике стояла статуя Святого Яна Непомука, благодаря которой улица получила своё название.
В 1871 году улицу переименовали в Академическую, поскольку она выходила к старому зданию Львовского университета на современной улице Грушевского (университет называли академией).
В 1955 году улицу вновь переименовали в проспект Т. Шевченко, однако некоторые старожилы Львова называют эту улицу по-прежнему Академической.

## История

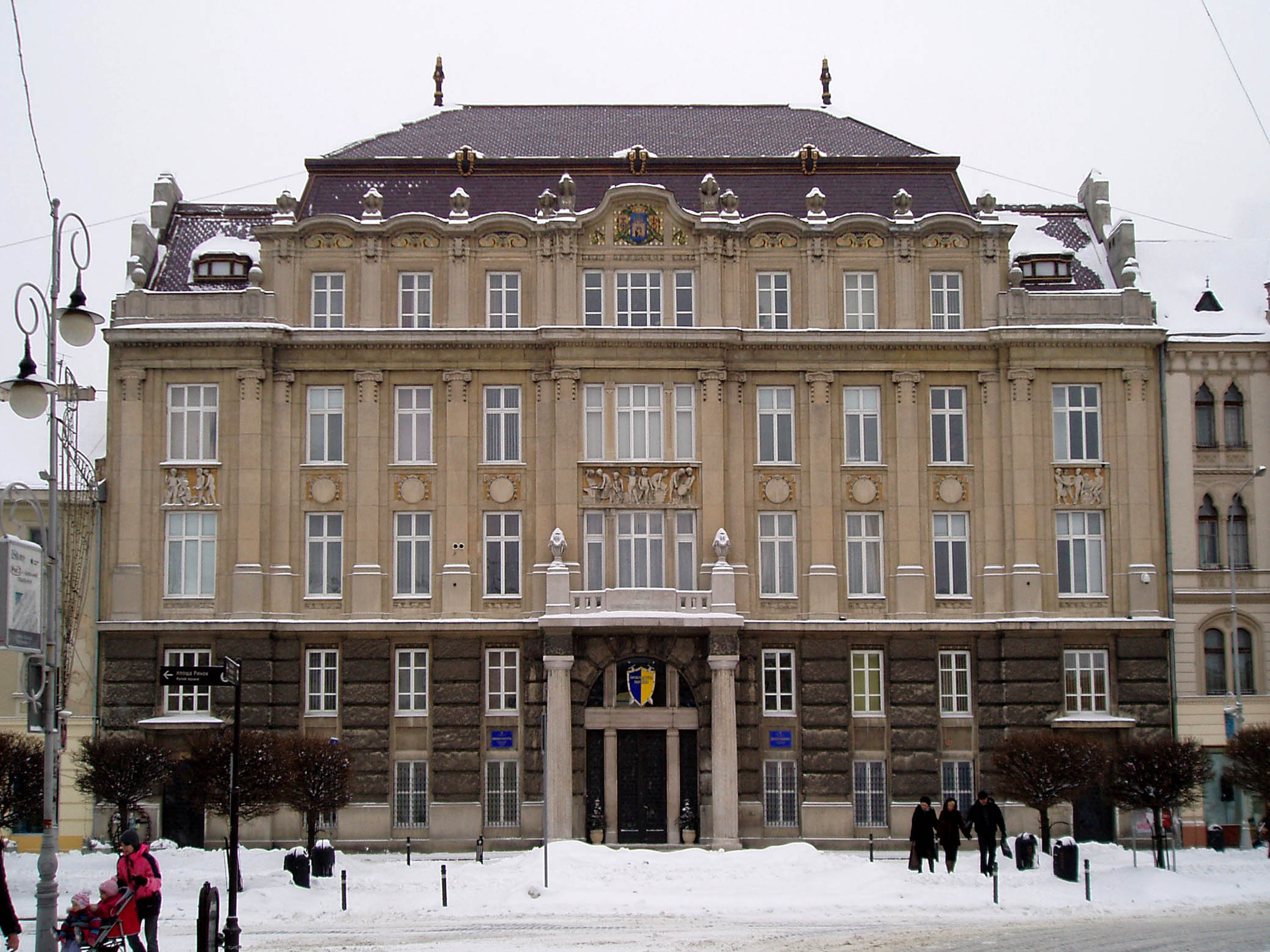
Бывшая торгово-промышленная палата (ныне — Львовская областная прокуратура)

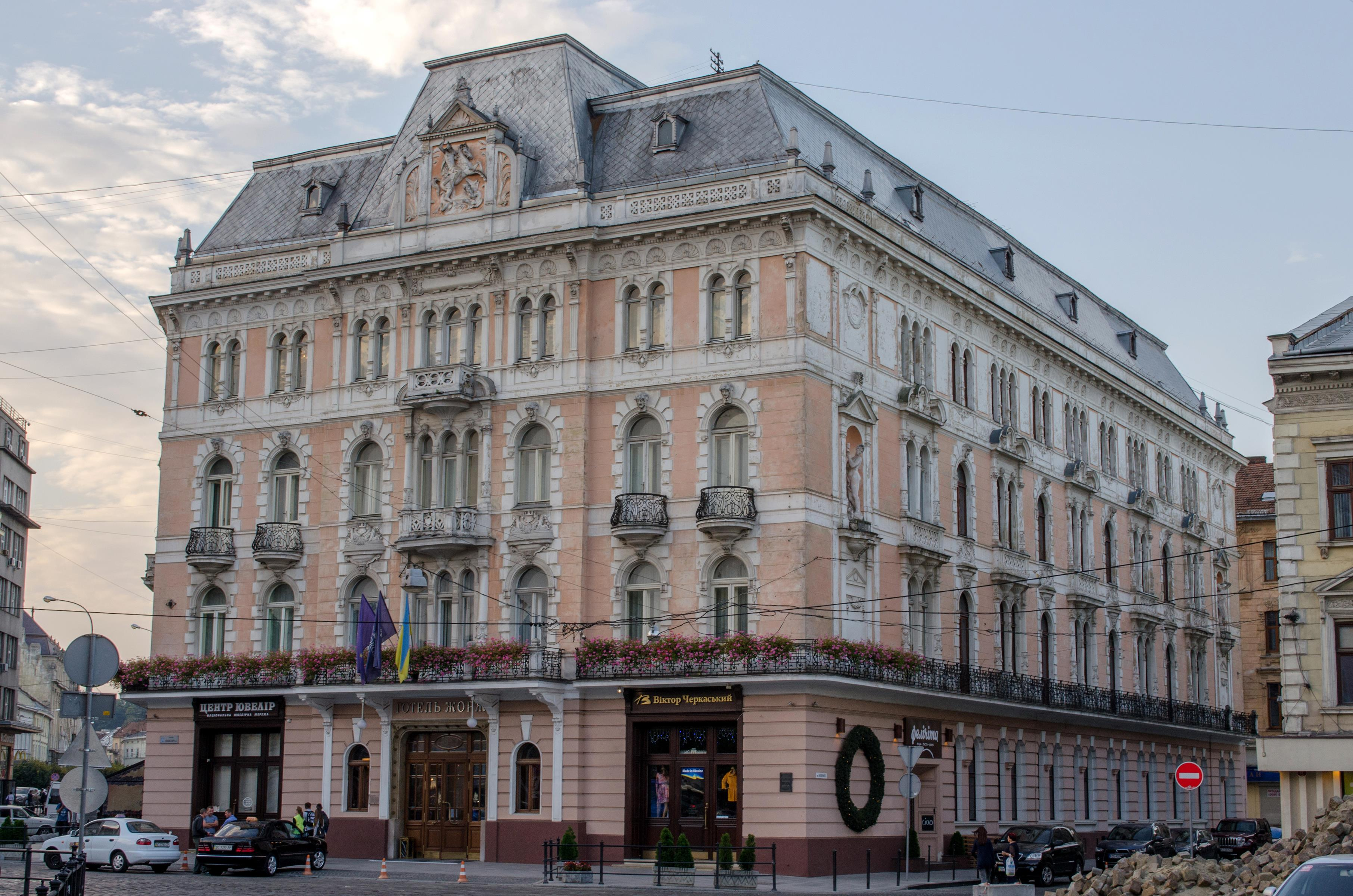
Отель «Жорж»

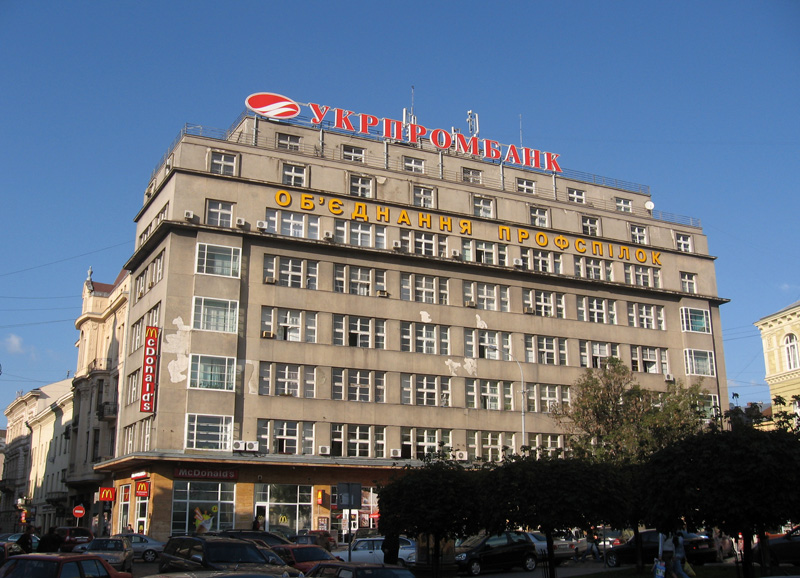
Бывший дом Шпрехера (ныне — Здание объединения профсоюзов)

В 1890 году была перекрыта бетонными сводами Полтва, тогда же посадили аллею тополей. Улица начала активно застраиваться, здесь появились фешенебельные кафе, рестораны, магазины. Пруд засыпали землёй и поставили на этом месте памятник выдающемуся польскому драматургу А. Фредро, а в 1901 году на тополиной аллее поставили памятник польскому поэту К. Уейскому.
С роскошными постройками улицы Академической контрастировали толпы нищих, которые выпрашивали здесь милостыню.
4 апреля 1936 года здесь была расстреляна демонстрация безработных, во время которой был убит рабочий Владислав Казак, его похороны 16 апреля вылились в выступление львовского пролетариата.
В июле 1944 года здесь вёл бои советский танк «Гвардия»; он первым прорвался к площади Рынок, а его экипаж установил красное знамя на башне городской ратуши.

## Примечательные здания
- Дом № 2 (он же — № 1 от площади Мицкевича). В середине XVII столетия на этом месте был шлюз, который регулировал сток вод реки Полтвы в городской ров. В 1796 году на этом месте построили отель «Русский», владельцем которого был предприниматель и землевладелец Жорж Гофман. В гостинице останавливался французский писатель Оноре де Бальзак. В середине XIX столетия, отель был назван именем своего основателя — «Жорж». В 1899 году началось строительство современного здания гостиницы по проекту архитекторов Одесского оперного театра Ф. Фельнера и Г. Гельмера. В нишах второго этажа нововыстроенного дома появились четыре статуи — аллегорические изображения частей мира (Америка, Африка, Азия и Европа), которые выполнил львовский скульптор А. Попель по эскизам и моделям Леонарда Маркони. На фронтоне главного фасада — рельеф св. Георгия, или Жоржа, поскольку отель сохранил давнее название. Возможно, в этом отеле во время Великой Отечественной войны бывал советский разведчик Николай Кузнецов.
- Дом № 7, бывший дом Ионы Шпрехера — крупнейшего домовладельца во Львове в первой половине XX века, теперь Дом профсоюзов, «Макдоналдс» и филиал ПриватБанка. Здание выстроено в стиле функционализма и резко контрастирует со своим окружением.
- Дом № 8, кинотеатр «Киев», один из старейших в городе. Первый кинотеатр под названием «Франка» открылся здесь в 1912 году.
- Дом № 9. Львовский институт банковского дела, бывшая женская гимназия.
- Дом № 10, на первом этаже которого находится кондитерский магазин «Свиточ», бывшая цукерня Л. Залевского, ностальгически описанная в книге Станислава Лема «Высокий Замок». Здание построено в 1893 году, в 1926 года перестроено: первоначальный вырез на первом этаже перекрыли витриной кондитерским магазином. Во дворе этого здания с 1810 года находилась старейшая баня Львова — баня Святой Анны, в советское время — баня № 1. В 1990-е годы здесь был открыт «Гранд-клуб „София“».
- Дом № 17, бывшее здание Торгово-Промышленной палаты. Здание сооружёно в 1912 году по проекту Ю. Сосновского и А. Захаревича для Промышленно-торговой палаты города Львова. С 1939 года здесь разместился городской комитет Компартии Украины. В 1960-х — 1970-х годах на первом этаже в актовом зале функционировал лекторий общества «Знание». В 1990-х годах здание передано Львовской областной прокуратуре.
- Дом № 27, на первом этаже размещено отделение банка «Универсальный». Здание построено в 1907 году по проекту Збигнева Брохвич-Левинского. Фасад стилизован под средневековый замок. Здесь находилось «Шотландское кафе», в котором любили собираться представители львовской математической школы.

## Памятники
В советское время в состав улицы была включена Академическая площадь, на которой в разное время были установлены следующие скульптурные сооружения:
- Памятник Михаилу Грушевскому, профессору истории во Львовском университете, первому президенту Украины во времена Украинской Центральной Рады;
- Мемориальная плита в память об расстрелянной в апреле 1936 года демонстрации львовских рабочих.